# 石坂彰敏
石坂 彰敏（いしざか あきとし、1955年（昭和30年）7月24日 - 2009年（平成21年）9月20日）は、昭和から平成時代の内科医、呼吸器学者。

## 経歴・人物
1980年（昭和55年）慶應義塾大学医学部卒業後、同大大学院へ進学し、1985年（昭和60年）大学院修了後、米国スタンフォード大学医学部へ留学する。帰国後の1990年（平成2年）慶應義塾大学医学部内科学教室助手となり、その後川崎市立川崎病院内科を経て、1998年（平成10年）慶應義塾大学医学部客員講師兼東京電力病院内科、2004年（平成16年）慶應義塾大学大学院医学研究科内科系専攻内科学（呼吸器） 教授となった。2009年（平成21年）9月20日、リンパ腫にて逝去。54歳。
日本内科学会、米国胸部疾患学会、日本呼吸器学会などの学会にて活動し、主な研究には急性肺損傷の発症病態の解析や肺癌におけるオーダーメード治療の確立に関する研究がある。